# Blastopsylla brunnea
Blastopsylla brunnea är en insektsart som beskrevs av Taylor 1985. Blastopsylla brunnea ingår i släktet Blastopsylla och familjen rundbladloppor. Inga underarter finns listade i Catalogue of Life.